# Маргулис, Джулианна
Джулиа́нна Маргу́лис (англ. Julianna Margulies; род. 8 июня 1966, Спринг-Валли, Нью-Йорк, США) — американская актриса и продюсер. Наиболее известна по ролям Кэрол Хэтэуэй в медицинской драме NBC «Скорая помощь» (1994—2000, 2009) и Алисии Флоррик в телесериале «Хорошая жена» (2009—2016).
Обладательница трёх прайм-тайм премий «Эмми», «Золотого глобуса», премии Ассоциации телевизионных критиков, а также восьми премий Гильдии киноактёров США (второе место по количеству наград среди женщин после Джулии Луи-Дрейфус). В 2015 году она была включена в список 100 самых влиятельных людей мира по версии журнала «TIME». Маргулис также была удостоена именной звезды на «Аллее славы».

## Биография
Она была младшей из трёх дочерей в семье Франчески Маргулис, балерины и учительницы хореографии, и Пола Маргулиса, автора рекламных текстов. Будучи ребёнком, будущая актриса вместе с семьёй кочевала с места на место, проживая то во Франции, то в США, то в Англии. Её родители были детьми еврейских иммигрантов из Восточной Европы.
В своё время Джулианна училась в школе Green Meadow Waldorf School, а потом поступила в высшую школу High Mowing School. Ещё через некоторое время она стала студенткой колледжа Sarah Lawrence College, по окончании которого была удостоена степени бакалавра в области гуманитарных наук. Именно в этом учебном заведении будущая актриса часто принимала участие в студенческих спектаклях.
После завершения учёбы в колледже Джулианна поступила в нью-йоркскую студию The Acting Studio, где познавала тонкости актёрского мастерства.
Впервые снялась в кино в фильме «Во имя справедливости», в котором играла проститутку. В 1994 году начинающая актриса прошла кастинг и стала сниматься в популярном телевизионном сериале «Скорая помощь».
В 2000 году актриса покинула сериал «Скорая помощь» и стала периодически играть в театре, а также снималась в незначительных эпизодах в других телевизионных фильмах.
В 2009 году сыграла одну из главных ролей в фильме «Сити-Айленд».
С 2009 по 2016 год она играла главную роль в сериале «Хорошая жена», за который она дважды удостаивалась премии «Эмми» в номинации «Лучшая драматическая актриса».
В мае 2015 года Джулианне Маргулис на «Аллее славы» Голливуда была открыта звезда. Она стала 2550-м человеком на знаменитом бульваре Лос-Анджелеса.

## Личная жизнь
10 ноября 2007 года Маргулис вышла замуж за адвоката Кита Либертала, сына Кеннета Либертала. У супругов есть сын — Киран Линдсей Либертал (род. 17 января 2008). Они живут на Манхэттене, Нью-Йорк.

## Фильмография
| Год          |    | Русское название                               | Оригинальное название                          | Роль                     |
| ------------ | -- | ---------------------------------------------- | ---------------------------------------------- | ------------------------ |
| 1991         | ф  | Во имя справедливости                          | Out for Justice                                | Рика                     |
| 1993         | с  | Закон и порядок                                | Law & Order                                    | лейтенант Рут Мендоса    |
| 1993         | с  | Она написала убийство                          | Murder, She Wrote                              | Рэйчел Новаро            |
| 1994         | с  | Philly Heat                                    | Philly Heat                                    | Анабелла Лориго          |
| 1994         | с  | Убойный отдел                                  | Homicide: Life on the Street                   | Линда                    |
| 1994—2000    | с  | Скорая помощь                                  | ER                                             | медсестра Кэрол Хэттеуэй |
| 1995         | с  | Шоу Ларри Сандерса                             | The Larry Sanders Show                         | Джулианна Маргулис       |
| 1997         | ф  | Путешественник                                 | Traveller                                      | Джен                     |
| 1997         | ф  | Дорога в рай                                   | Paradise Road                                  | Топси Мерритт            |
| 1997         | тф | Austin Powers' Electric Pussycat Swingers Club | Austin Powers' Electric Pussycat Swingers Club | свингерша                |
| 1998         | ф  | Дороже рубинов                                 | A Price Above Rubies                           | Рэйчел                   |
| 1998         | ф  | Братья Ньютон                                  | The Newton Boys                                | Луиза Браун              |
| 1998         | с  | Эллен                                          | Ellen                                          | Ellen Screen Test #5     |
| 2000         | ф  | Что готовим                                    | What’s Cooking?                                | Карла                    |
| 2000         | мф | Динозавр                                       | Dinosaur                                       | Нира                     |
| 2001         | тф | Туманы Авалона                                 | The Mists of Avalon                            | Моргана                  |
| 2001         | ф  | Большой день                                   | The Big Day                                    | Сара                     |
| 2001         | ф  | Побег с Елисейских полей                       | The Man from Elysian Fields                    | Дина                     |
| 2001         | тф | Дженифер                                       | Jenifer                                        | психиатр                 |
| 2002         | ф  | Эвелин                                         | Evelyn                                         | Бернадетт Битти          |
| 2002         | ф  | Love Gets You Twisted                          | Love Gets You Twisted                          | рассказчик               |
| 2002         | ф  | Корабль-призрак                                | Ghost Ship                                     | Морин Эппс               |
| 2003         | тф | Гитлер: Восхождение дьявола                    | Hitler: The Rise of Evil                       | Хелена Ганфштенгль       |
| 2004         | ф  | Сеть                                           | The Grid                                       | агент Марен Джексон      |
| 2004         | с  | Клиника                                        | Scrubs                                         | Нина Бродерик            |
| 2005         | ф  | Рогатка                                        | Slingshot                                      | Карен                    |
| 2006         | ф  | Премия Дарвина                                 | The Darwin Awards                              | Карла                    |
| 2006         | ф  | Змеиный полёт                                  | Snakes on a Plane                              | Клэр Миллер              |
| 2006         | ф  | Прекрасный Огайо                               | Beautiful Ohio                                 | миссис Кубано            |
| 2006         | ф  | Потерянная комната                             | The Lost Room                                  | Дженнифер Блум           |
| 2007         | с  | Американские мастера                           | American Masters                               | рассказчик               |
| 2006—2007    | с  | Клан Сопрано                                   | The Sopranos                                   | Джулианна Скифф          |
| 2008         | с  | Кентерберийский закон                          | Canterbury’s Law                               | Элизабет Кентенбери      |
| 2009         | ф  | Сити-Айленд                                    | City Island                                    | Джойс Риццо              |
| 2010         | с  | Улица Сезам                                    | Sesame Street                                  | доктор Бергер            |
| 2009—2016    | с  | Хорошая жена                                   | The Good Wife                                  | Алисия Флоррик           |
| 2012         | ф  | Реальные парни                                 | Stand Up Guys                                  | Нина Хирш                |
| 2017         | ф  | Состояние рассудка                             | Three Christs                                  | Рут Стоун                |
| 2017         | ф  | 1+1: Голливудская история                      | The Upside                                     | Лили Фоули               |
| 2019—2019    | с  | Горячая зона                                   | The Hot Zone                                   | Нэнси Джекс              |
| 2020         | с  | Миллиарды                                      | Billions                                       | Кэтрин Брэнт             |
| 2021 — н. в. | с  | Утреннее шоу                                   | The Morning Show                               | Лора                     |